# Lepista limbata
Lepista limbata là một loài bướm đêm thuộc phân họ Arctiinae, họ Erebidae.